# Sulmtalbahn
| Karte |              |                                         |                                         |
| Kontinens | Európa       |                                         |                                         |
| Ország | Ausztria     |                                         |                                         |
| Tartomány | Stájerország |                                         |                                         |
| \| \| \| \| Spielfeld-Straßtól \| \| \| \| 0,000 \| Leibnitz \| 270 t.sz.m. \| \| \| \| Graz felé \| \| \| \| 1,827 \| Kaindorf \| Kaindorf \| \| \| 5,062 \| Muggenau-Silberberg \| Muggenau-Silberberg \| \| \| 7,364 \| Heimschuh \| Heimschuh \| \| \| 12,000 \| Fresing \| Fresing \| \| \| 14,859 \| Maierhof még: Mayerhof \| Maierhof még: Mayerhof \| \| \| 18,806 \| Gleinstätten \| Gleinstätten \| \| \| 20,610 \| Prarath \| Prarath \| \| \| 21,954 \| Sankt Martin – Dietmannsdorf im Sulmtal \| Sankt Martin – Dietmannsdorf im Sulmtal \| \| \| \| Lieboch felől \| \| \| \| 24,768 \| Pölfing-Brunn \| Pölfing-Brunn \| \| \| \| Wies-Eibiswald felé \| \| |              |                                         |                                         |
| |              | Spielfeld-Straßtól                      |                                         |
| | 0,000        | Leibnitz                                | 270 t.sz.m.                             |
| |              | Graz felé                               |                                         |
| | 1,827        | Kaindorf                                | Kaindorf                                |
| | 5,062        | Muggenau-Silberberg                     | Muggenau-Silberberg                     |
| | 7,364        | Heimschuh                               | Heimschuh                               |
| | 12,000       | Fresing                                 | Fresing                                 |
| | 14,859       | Maierhof még: Mayerhof                  | Maierhof még: Mayerhof                  |
| | 18,806       | Gleinstätten                            | Gleinstätten                            |
| | 20,610       | Prarath                                 | Prarath                                 |
| | 21,954       | Sankt Martin – Dietmannsdorf im Sulmtal | Sankt Martin – Dietmannsdorf im Sulmtal |
| |              | Lieboch felől                           |                                         |
| | 24,768       | Pölfing-Brunn                           | Pölfing-Brunn                           |
| |              | Wies-Eibiswald felé                     |                                         |

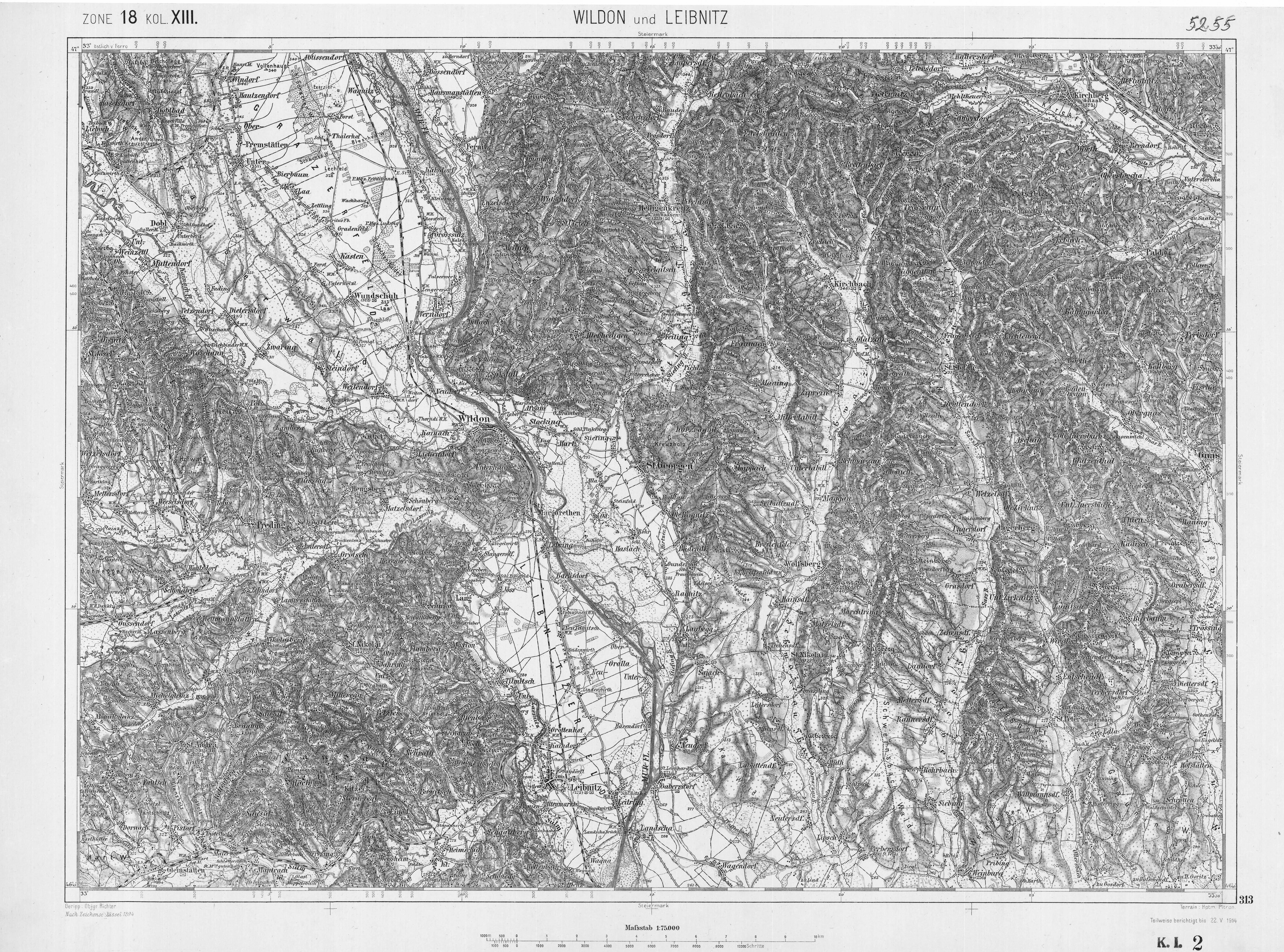
Die Strecke der Sulmtalbahn zwischen Leibnitz und Gleinstätten (links unten), Bearbeitung von 1910 (Franzisco-Josephinische Landesaufnahme).

A Sulmtalbahn egy normál nyomtávú helyiérdekű vasútvonal Leibnitztől Pölfing-Brunnig Nyugat-Stájerországban. A vonal összeköti az osztrák Déli Vasút vonalát a Mura folyótól a GÍKB vonalával, a Wieserbahnnal. A Sulmtalbahn részvénytársaság építette, 1907-ben nyitották meg és 1967-ig használták.

## Története

### Építése és üzeme
1906. január 31-én Karl Freiherr von Wucherer-Huldenfeld és Dr. Leopold Stramitzer koncessziót kaptak egy helyi érdekű vasút kiépítésére és üzemeltetésére Leibnitztól Pölfing-Brunnig. Az első kapavágásokat már március 11-én megtették Leibnitznél. A Déli Vasút  1907. április 26-án szerződésben átvette a megkezdett pálya építésének irányítását, amelyet hivatalosan október 13-án nyílt meg. 1917-ben az első világháború következtében fennálló szénhiány miatt a forgalmat több hónapig szüneteltetni kellett. 1924. január 1-jén az Osztrák Szövetségi Vasutak (BBO) vette át, miután a Déli Vasút a Sulmtalbahnon megszüntette a forgalmat. 1930. április 1-én a Graz-Köflacher vasút vette át a működtetését, amelynek a Sulmtalbahn részvényeinek többsége most a tulajdonában van. 1930. május 15-én kezdte a GKB a Sulmtalbahn vonatokat Leibnitzből Wiesbe közlekedtetni.
Az egyetlen állomás a vonalon, melyet a vasúti átjárók ütemtervnek megfelelően telepítettek Fresing állomás volt. Vasútbiztonsági és a jelzőrendszer nem készült.

### A háború utáni
1953-tól gőzmozdonyok helyett VT 10 sorozatú sínautóbuszok bonyolították a személyforgalmat. 1957. október 13-án a Sulmtalbahn 50 éves jubileumát nagy érdeklődés mellett ünnepelték.
A háború utáni időszakban a motorizáció növekedése a személyforgalomban az utasszám csökkenését okozta. Ez a csökkenő tendencia azonban a teherforgalomban nem mutatkozott és még 1967 elején is kiterjedt felújítási munkát végeztek a vasúti pályán. Ennek ellenére, meglepő módon 1967. május 27-én megszüntették a forgalmat, a személyzetet csupán három nappal korábban informálták. A teherforgalom 1967. május 31-ig maradt fenn.
A 6,1 km hosszú szakasz Gleinstätten és Pölfing-Brunn között megmaradt, mint a Wieserbahnhoz kapcsolódó vasútvonal. A többi pályát 1976 őszén felszedték, és elszállítottak körülbelül 1100 tonna régi sínt. Ma a korábbi pálya egy részét kerékpárútként használják.

## Kapcsolódó szócikk
- A Sulmtalbahn mozdonyai

## Fordítás
- Ez a szócikk részben vagy egészben  a   Sulmtalbahn című német Wikipédia-szócikk fordításán alapul.  Az eredeti cikk szerkesztőit annak laptörténete sorolja fel. Ez a jelzés csupán a megfogalmazás eredetét és a szerzői jogokat jelzi, nem szolgál a cikkben szereplő információk forrásmegjelöléseként.